# Nikita Mandryka
Nikita Mandryka (Biserta, 20 ottobre 1940 – Ginevra, 13 giugno 2021) è stato un fumettista francese.
Nel tempo ha usato anche gli pseudonimi Nik, Kalkus, Karl Kruss, Caleq-usse, Calgus e Kilkoz per firmare le sue opere.

## Biografia
Di origine russa da parte di padre la sua carriera comincia nel 1964 con la creazione di Boff un personaggio a fumetti pubblicato su Vaillant per cui collaborerà fino al 1975. Contemporaneamente nel 1966 lavora per il Pilote sia con produzione propria sia con altri fumettisti come Yves Got, Gotlib, Patrice Ricord, Ramon Monzon e Marcel Gotlib.
Tra il 1965 e il 1969 crea e disegna il suo fumetto più famoso Le Concombre Masqué (in italiano il cetriolo mascherato) che negli anni sarà pubblicato varie volte su Pilote e Spirou.
Nel 1973 crea la rivista L'Écho des savanes con l'aiuto di Claire Bretécher e Marcel Gotlib, l'anno precedente aveva smesso di collaborare con il Pilote in seguito a dei dissapori avuti con René Goscinny all'epoca direttore della rivista.
Collaborò poi con altre riviste come Le Nouveau Clarté, Actuel, Spirou, Perlin e Métal Hurlant; negli anni ottanta fu caporedattore del Pilote e di Charlie Mensuel.

## Premi
- Nel 1972 vince il Premio Yellow Kid al Salone Internazionale dei Comics per il miglior autore straniero.
- Nel 1998 vince al Festival international de la bande dessinée d'Angoulême il premio per il miglior fumetto pubblicitario.[2]
- Nel 1994 vince il Grand Prix de la ville d'Angoulême.[3]
- Nel 2005 vince il premio patrimonio del fumetto per Le Concombre Masqué al Festival International de la Bande Dessinée d'Angoulême.[4]